# 齊羅 (蒙大拿州)
齊羅（英語：Zero）是位於美國蒙大拿州普雷里縣的非建制地區。

## 歷史
齊羅的郵局於1915年設立，其後於1957年停運。

## 地理
齊羅所處的海拔為高於海平面689米（即2261英呎），而該地所採用的時區為UTC-6，即北美山地時區（MST）。同時該地設有夏令時間，為UTC-7調快一小時，即UTC-6（MDT）。